# Oruscatus davus
Oruscatus davus là một loài bọ cánh cứng trong họ Bọ hung (Scarabaeidae).